# 科尼什 (新罕布什爾州)
科尼什（英語：Cornish）是一個位於美國新罕布什爾州沙利文縣的鎮。

## 人口
根據2020年美國人口普查的數據，科尼什的面積為110.40平方千米，當中陸地面積為108.70平方千米，而水域面積為1.70平方千米。當地共有人口1616人，而人口密度為每平方千米15人。